# Phơi ải sinh học
Phơi ải sinh học là một công nghệ thay thế cho khử trùng đất được sử dụng trong nông nghiệp. Nó liên quan chặt chẽ đến quá trình lọc sinh học và năng lượng mặt trời của phơi ải đất, hoặc sử dụng năng lượng mặt trời để kiểm soát tuyến giun tròn, vi khuẩn, nấm và các loài gây hại khác gây hại cho cây trồng. Trong quá trình phơi ải, đất được phủ và phủ một tấm bạt để bẫy bức xạ mặt trời và làm nóng đất đến nhiệt độ giết chết sâu bệnh. Phơi ải sinh học bổ sung việc sử dụng các cải tạo hữu cơ hoặc phân hữu cơ vào đất trước khi nó được phủ nhựa, làm tăng tốc quá trình năng lượng mặt trời bằng cách giảm thời gian xử lý đất thông qua hoạt động của vi sinh vật tăng lên. Nghiên cứu được thực hiện ở Tây Ban Nha về việc sử dụng phơi ải sinh học trong sản xuất quả dâu tây đã cho thấy nó là một lựa chọn bền vững và hiệu quả về chi phí. Việc thực hành phơi ải sinh học đang được sử dụng trong các hoạt động nông nghiệp nhỏ ở California. Phơi ải sinh học là một thực tiễn đang phát triển để đáp ứng nhu cầu về các phương pháp cho quá trình năng lượng mặt trời đất hữu cơ. Các nhà nghiên cứu tại Trung tâm Sức khỏe và An toàn Nông nghiệp tại Đại học California tại Davis đã nghiên cứu lựa chọn sử dụng rộng rãi hơn cho việc phơi ải sinh học trong nông nghiệp thương mại ở California, nơi nó có tiềm năng rất lớn giảm sử dụng thuốc xông khói thông thường. Phơi ải sinh học cũng có thể sử dụng như thực hành quản lý chất thải hữu cơ. Các nghiên cứu gần đây cho thấy tiềm năng của dư lượng công nghiệp thực phẩm khi cải tạo đất có thể cải thiện hiệu quả của quá trình phân cực sinh học .